# American Literature (revue)
American Literature est une revue littéraire à comité de lecture américaine, publiée par les éditions Duke University Press. Ses rédacteurs en chef sont Priscilla Wald et Matthew A. Taylor. Le premier numéro de la revue est publié en mars 1929.
La revue publie des contributions et des œuvres d'auteurs américains, depuis de la période coloniale jusqu'à l'époque contemporaine. Elle propose une revue des livres récemment publiés, des annonces concernant des conférences littéraires, les propositions de bourses et des opportunités de publication, et un index.
La revue est référencée par Scopus, ainsi que par ERIH PLUS depuis 2017. Elle est indexée sur la base JournalBase du CNRS. 
Les sommaires des anciens numéros, depuis la création de la revue jusqu'en 1999 sont indexés par Jstor.